# Carmen (1926)
Carmen is een Franse dramafilm uit 1926 onder regie van Jacques Feyder.

## Verhaal
José de Lizzarabengoa klimt in het leger op tot kwartiermeester van het regiment van Almanza in Sevilla. Hij moet de sigarenmaakster Carmen begeleiden naar de gevangenis. De knappe zigeunerin behoort tot een bende die de bergen van Andalusië onveilig maakt.

## Rolverdeling
| Acteur                  | Personage           |
| ----------------------- | ------------------- |
| Raquel Meller           | Carmen              |
| Fred Louis Lerch        | José Lizarrabengoa  |
| Gaston Modot            | García              |
| Jean Murat              | Officier            |
| Victor Vina             | Dancaire            |
| Guerrero de Xandoval    | Lucas               |
| Charles Barrois         | Lillas Pastia       |
| Georges Lampin          | Smokkelaar          |
| Raymond Guérin-Catelain | Hertog d'El Chorbas |
| Andrée Canti            | Vrouw               |